# Luigi Casero
Luigi Casero (ur. 14 czerwca 1958 w Legnano) – włoski polityk i ekonomista, parlamentarzysta, podsekretarz stanu oraz wiceminister w resorcie gospodarki i finansów.

## Życiorys
Ukończył w 1982 studia ekonomiczne na Uniwersytecie Bocconi. Odbył służbę wojskową, następnie pracował w przemyśle. W 1985 uzyskał uprawnienia doradcy podatkowego, po czym rozpoczął działalność w tym zawodzie. Wykładał także w szkole zarządzania przy macierzystej uczelni. Obejmował także stanowiska w administracji samorządowej – w Legnano był asesorem ds. środowiska (1985–1990) i ds. finansów (1990–1991), zaś w Mediolanie asesorem ds. budżetu miejskiego (1997, 2000–2001).
Był członkiem ugrupowania Forza Italia, z którym współtworzył później Lud Wolności. W 2001 uzyskał mandat posła do Izby Deputowanych XIV kadencji. Od tego czasu wybierany ponownie w 2006, 2008 i 2013 na XV, XVI i XVII kadencję niższej izby włoskiego parlamentu. Od maja 2008 do listopada 2011 sprawował urząd podsekretarza stanu w Ministerstwie Gospodarki i Finansów w gabinecie Silvia Berlusconiego. W maju 2013 został wiceministrem w tym samym resorcie. 15 listopada 2013 przeszedł do Nowej Centroprawicy, którą powołał wicepremier Angelino Alfano. W grudniu 2016 objął funkcję podsekretarza stanu, a w styczniu 2017 ponownie wiceministra gospodarki i finansów; pełnił tę funkcję do czerwca 2018.